# Grande Prémio de Portugal de 1985
Resultados do Grande Prêmio de Portugal de Fórmula 1 realizado no Autódromo do Estoril em 21 de abril de 1985. Segunda etapa do campeonato, foi vencido pelo brasileiro Ayrton Senna, da Lotus-Renault, com Michele Alboreto em segundo pela Ferrari e Patrick Tambay em terceiro pela Renault.

## Resumo
A Ferrari contratou Stefan Johansson para a vaga aberta com a demissão de René Arnoux.
Previsto para 70 voltas (304.500 Km) o Grande Prêmio de Portugal foi encerrado ao atingir o limite temporal de duas horas resultando em 67 voltas completadas.

## Classificação

### Treinos oficiais
| Pos.    | Nº | Piloto             | Construtor          | Q1        | Q2       | Diferença |
| ------- | -- | ------------------ | ------------------- | --------- | -------- | --------- |
| 1       | 12 | Ayrton Senna       | Lotus-Renault       | 1:21.708  | 1:21.007 | —         |
| 2       | 2  | Alain Prost        | McLaren-TAG/Porsche | 1:23.887  | 1:21.420 | + 0.413   |
| 3       | 6  | Keke Rosberg       | Williams-Honda      | 15:59.178 | 1:21.904 | + 0.897   |
| 4       | 11 | Elio de Angelis    | Lotus-Renault       | 1:23.306  | 1:22.159 | + 1.152   |
| 5       | 27 | Michele Alboreto   | Ferrari             | 1:22.831  | 1:22.577 | + 1.570   |
| 6       | 16 | Derek Warwick      | Renault             | 1:24.538  | 1:23.084 | + 2.077   |
| 7       | 1  | Niki Lauda         | McLaren-TAG/Porsche | 1:23.670  | 1:23.288 | + 2.281   |
| 8       | 25 | Andrea de Cesaris  | Ligier-Renault      | 1:24.723  | 1:23.302 | + 2.295   |
| 9       | 5  | Nigel Mansell      | Williams-Honda      | 1:26.459  | 1:23.594 | + 2.587   |
| 10      | 7  | Nelson Piquet      | Brabham-BMW         | 1:25.588  | 1:23.618 | + 2.611   |
| 11      | 28 | Stefan Johansson   | Ferrari             | 1:25.136  | 1:23.652 | + 2.645   |
| 12      | 15 | Patrick Tambay     | Renault             | 1:25.718  | 1:24.111 | + 3.104   |
| 13      | 22 | Riccardo Patrese   | Alfa Romeo          | 1:24.519  | 1:24.230 | + 3.223   |
| 14      | 23 | Eddie Cheever      | Alfa Romeo          | 1:24.880  | 1:24.563 | + 3.556   |
| 15      | 9  | Manfred Winkelhock | RAM-Hart            | 1:34.876  | 1:24.721 | + 3.714   |
| 16      | 18 | Thierry Boutsen    | Arrows-BMW          | 1:24.747  | 1:26.695 | + 3.740   |
| 17      | 17 | Gerhard Berger     | Arrows-BMW          | 1:26.154  | 1:24.842 | + 3.835   |
| 18      | 26 | Jacques Laffite    | Ligier-Renault      | 1:24.943  | 1:26.181 | + 3.936   |
| 19      | 8  | François Hesnault  | Brabham-BMW         | 14:46.042 | 1:25.717 | + 4.710   |
| 20      | 10 | Philippe Alliot    | RAM-Hart            | 1:27.430  | 1:26.186 | + 5.179   |
| 21      | 4  | Stefan Bellof      | Tyrrell-Ford        | 1:27.284  | 1:27.474 | + 6.277   |
| 22      | 3  | Martin Brundle     | Tyrrell-Ford        | 1:28.694  | 1:27.602 | + 6.595   |
| 23      | 30 | Jonathan Palmer    | Zakspeed            | 1:28.166  | —        | + 7.159   |
| 24      | 21 | Mauro Baldi        | Spirit-Hart         | 1:30.231  | 1:28.473 | + 7.466   |
| 25      | 29 | Pierluigi Martini  | Minardi-Ford        | 1:31.205  | 1:28.596 | + 7.589   |
| 26      | 24 | Piercarlo Ghinzani | Osella-Alfa Romeo   | 1:30.855  | —        | + 9.848   |
| Fontes: |    |                    |                     |           |          |           |

### Corrida
| Pos.    | N.º | Piloto             | Construtor          | Voltas | Tempo/Diferença  | Grid | Pontos |
| ------- | --- | ------------------ | ------------------- | ------ | ---------------- | ---- | ------ |
| 1       | 12  | Ayrton Senna       | Lotus-Renault       | 67     | 2:00:28.006      | 1    | 9      |
| 2       | 27  | Michele Alboreto   | Ferrari             | 67     | + 1:02.978       | 5    | 6      |
| 3       | 15  | Patrick Tambay     | Renault             | 66     | + 1 volta        | 12   | 4      |
| 4       | 11  | Elio de Angelis    | Lotus-Renault       | 66     | + 1 volta        | 4    | 3      |
| 5       | 5   | Nigel Mansell      | Williams-Honda      | 65     | + 2 voltas       | 9    | 2      |
| 6       | 4   | Stefan Bellof      | Tyrrell-Ford        | 65     | + 2 voltas       | 21   | 1      |
| 7       | 16  | Derek Warwick      | Renault             | 65     | + 2 voltas       | 6    |        |
| 8       | 28  | Stefan Johansson   | Ferrari             | 62     | + 5 voltas       | 11   |        |
| 9       | 24  | Piercarlo Ghinzani | Osella-Alfa Romeo   | 61     | + 6 voltas       | 26   |        |
| NC      | 9   | Manfred Winkelhock | RAM-Hart            | 50     | Não classificado | 15   |        |
| Ret     | 1   | Niki Lauda         | McLaren-TAG/Porsche | 49     | Motor            | 7    |        |
| Ret     | 23  | Eddie Cheever      | Alfa Romeo          | 36     | Motor            | 14   |        |
| Ret     | 2   | Alain Prost        | McLaren-TAG/Porsche | 30     | Rodou            | 2    |        |
| Ret     | 25  | Andrea de Cesaris  | Ligier-Renault      | 29     | Pneus            | 8    |        |
| Ret     | 7   | Nelson Piquet      | Brabham-BMW         | 28     | Pneus            | 10   |        |
| Ret     | 18  | Thierry Boutsen    | Arrows-BMW          | 28     | Pane elétrica    | 16   |        |
| Ret     | 3   | Martin Brundle     | Tyrrell-Ford        | 20     | Transmissão      | 22   |        |
| Ret     | 21  | Mauro Baldi        | Spirit-Hart         | 19     | Rodou            | 24   |        |
| Ret     | 6   | Keke Rosberg       | Williams-Honda      | 16     | Rodou            | 3    |        |
| Ret     | 26  | Jacques Laffite    | Ligier-Renault      | 15     | Pneus            | 18   |        |
| Ret     | 17  | Gerhard Berger     | Arrows-BMW          | 12     | Rodou            | 17   |        |
| Ret     | 29  | Pierluigi Martini  | Minardi-Ford        | 12     | Rodou            | 25   |        |
| Ret     | 22  | Riccardo Patrese   | Alfa Romeo          | 4      | Rodou            | 13   |        |
| Ret     | 10  | Philippe Alliot    | RAM-Hart            | 3      | Rodou            | 20   |        |
| Ret     | 8   | François Hesnault  | Brabham-BMW         | 3      | Pane elétrica    | 19   |        |
| Ret     | 30  | Jonathan Palmer    | Zakspeed            | 2      | Suspensão        | 23   |        |
| Fontes: |     |                    |                     |        |                  |      |        |

## Tabela do campeonato após a corrida
| Pos.    | Piloto           | Pontos |
| ------- | ---------------- | ------ |
| 1       | Michele Alboreto | 12     |
| 2       | Alain Prost      | 9      |
| 3       | Ayrton Senna     | 9      |
| 4       | Elio de Angelis  | 7      |
| 5       | Patrick Tambay   | 6      |
| Fontes: |                  |        |

| Pos.    | Construtor          | Pontos |
| ------- | ------------------- | ------ |
| 1       | Lotus-Renault       | 16     |
| 2       | Ferrari             | 15     |
| 3       | McLaren-TAG/Porsche | 9      |
| 4       | Renaut              | 6      |
| 5       | Williams-Honda      | 2      |
| Fontes: |                     |        |

- Nota: Somente as primeiras cinco posições estão listadas. Entre 1981 e 1990 cada piloto podia computar onze resultados válidos por temporada não havendo descartes no mundial de construtores.